# Stopanja
Stopanja (en serbe cyrillique : Стопања) est une localité de Serbie située dans la municipalité de Trstenik, district de Rasina. Au recensement de 2011, elle comptait 1 197 habitants.
Stopanja est officiellement classée parmi les villages de Serbie.

## Démographie

### Évolution historique de la population
| 1948  | 1953  | 1961  | 1971  | 1981  | 1991  | 2002  | 2011  |
| ----- | ----- | ----- | ----- | ----- | ----- | ----- | ----- |
| 1 265 | 1 375 | 1 401 | 1 371 | 1 430 | 1 467 | 1 325 | 1 197 |

|  |